# Halterofilismo nos Jogos Olímpicos de Verão de 1948
O halterofilismo nos Jogos Olímpicos de Verão de 1948 foi realizado entre 9 e 11 de agosto, em Londres, no Reino Unido, com seis eventos disputados, todos masculinos. Um total de 120 atletas representando 30 nações, participou. As competições ocorreram no Empress Hall, localizado no Earls Court Exhibition Centre. Nesses Jogos, foi introduzida a categoria peso-galo, destinada a halterofilistas de até 56 kg, sendo essa a primeira alteração no programa da modalidade desde os Jogos de Antuérpia, em 1920. Também contou como Campeonato Europeu de Halterofilismo de 1948.
Desde os Jogos de 1928 três provas passaram a compor as competições no halterofilismo: o desenvolvimento (também conhecido como desenvolvimento militar ou prensa militar), o arranco e o arremesso. Para a classificação final, ou distribuição de medalhas, considerou-se a soma total dos melhores desempenhos alcançados nas três provas individuais.

## Eventos do halterofilismo
Masculino: até 56 kg | até 60 kg | até 67,5 kg | até 75 kg | até 82,5 kg | acima de 82,5 kg

## Galo (–56 kg)
| Pos. | Atleta          | Nação                | Desenvolvimento | Arranco | Arremesso | Total    |
| ---- | --------------- | -------------------- | --------------- | ------- | --------- | -------- |
|      | Joseph DePietro | Estados Unidos (USA) | 105,0 kg        | 90,0 kg | 112,5 kg  | 307,5 kg |
|      | Julian Creus    | Grã-Bretanha (GBR)   | 082,5 kg        | 95,0 kg | 120,0 kg  | 297,5 kg |
|      | Richard Tom     | Estados Unidos (USA) | 087,5 kg        | 90,0 kg | 117,5 kg  | 295,0 kg |

## Pena (–60 kg)
| Pos. | Atleta         | Nação                   | Desenvolvimento | Arranco  | Arremesso | Total    |
| ---- | -------------- | ----------------------- | --------------- | -------- | --------- | -------- |
|      | Mahmoud Fayad  | Egito (EGY)             | 092,5 kg        | 105,0 kg | 135,0 kg  | 332,5 kg |
|      | Rodney Wilkes  | Trinidad e Tobago (TRI) | 097,5 kg        | 97,5 kg  | 122,5 kg  | 317,5 kg |
|      | Jafar Salmassi | Irã (IRI)               | 100,0 kg        | 97,5 kg  | 115,0 kg  | 312,5 kg |

## Leve (–67,5 kg)
| Pos. | Atleta         | Nação              | Desenvolvimento | Arranco  | Arremesso | Total    |
| ---- | -------------- | ------------------ | --------------- | -------- | --------- | -------- |
|      | Ibrahim Shams  | Egito (EGY)        | 097,5 kg        | 115,0 kg | 147,5 kg  | 360,0 kg |
|      | Attia Hamouda  | Egito (EGY)        | 105,0 kg        | 110,0 kg | 145,0 kg  | 360,0 kg |
|      | James Halliday | Grã-Bretanha (GBR) | 090,0 kg        | 110,0 kg | 140,0 kg  | 340,0 kg |

## Médio (–75 kg)
| Pos. | Atleta         | Nação                | Desenvolvimento | Arranco  | Arremesso | Total    |
| ---- | -------------- | -------------------- | --------------- | -------- | --------- | -------- |
|      | Frank Spellman | Estados Unidos (USA) | 117,5 kg        | 120,0 kg | 152,5 kg  | 390,0 kg |
|      | Peter George   | Estados Unidos (USA) | 105,0 kg        | 122,5 kg | 155,0 kg  | 382,5 kg |
|      | Kim Sung-Jip   | Coreia do Sul (KOR)  | 122,5 kg        | 112,5 kg | 145,0 kg  | 380,0 kg |

## Pesado-ligeiro (–82,5 kg)
| Pos. | Atleta           | Nação                | Desenvolvimento | Arranco  | Arremesso | Total    |
| ---- | ---------------- | -------------------- | --------------- | -------- | --------- | -------- |
|      | Stanley Stanczyk | Estados Unidos (USA) | 130,0 kg        | 130,0 kg | 157,5 kg  | 417,5 kg |
|      | Harold Sakata    | Estados Unidos (USA) | 110,0 kg        | 117,5 kg | 152,5 kg  | 380,0 kg |
|      | Gösta Magnusson  | Suécia (SWE)         | 110,0 kg        | 120,0 kg | 145,0 kg  | 375,0 kg |

## Pesado (+82,5 kg)
| Pos. | Atleta             | Nação                | Desenvolvimento | Arranco  | Arremesso | Total    |
| ---- | ------------------ | -------------------- | --------------- | -------- | --------- | -------- |
|      | John Davis         | Estados Unidos (USA) | 137,5 kg        | 137,5 kg | 177,5 kg  | 452,5 kg |
|      | Norbert Schemansky | Estados Unidos (USA) | 122,5 kg        | 132,5 kg | 170,0 kg  | 425,0 kg |
|      | Abraham Charité    | Países Baixos (NED)  | 127,5 kg        | 125,0 kg | 160,0 kg  | 412,5 kg |

## Quadro de medalhas
| Pos.               | País                  | Ouro | Prata | Bronze | Total |
| ------------------ | --------------------- | ---- | ----- | ------ | ----- |
| 1                  | USA Estados Unidos    | 4    | 3     | 1      | 8     |
| 2                  | EGY Egito             | 2    | 1     | 0      | 3     |
| 3                  | GBR Grã-Bretanha      | 0    | 1     | 1      | 2     |
| 4                  | TRI Trinidad e Tobago | 0    | 1     | 0      | 1     |
| 5                  | KOR Coreia do Sul     | 0    | 0     | 1      | 1     |
| 5                  | IRI Irã               | 0    | 0     | 1      | 1     |
| 5                  | NED Países Baixos     | 0    | 0     | 1      | 1     |
| 5                  | SWE Suécia            | 0    | 0     | 1      | 1     |
| Total (8 entradas) | Total (8 entradas)    | 6    | 6     | 6      | 18    |